# Николаос Филипидис
Николаос Филипидис (на гръцки: Νικόλαος Φιλιππίδης) е гръцки просветен деец и революционер, член на революционната организация Неа Филики Етерия.

## Биография
Филипидис е роден в битолското влашко село Маловище, но по произход е от берското село Добра, унищожено в Негушкото въстание в 1822 година. Работи като директор на гръцката гимназия в Кавала. По време на Критското въстание обикаля цяла Македония, за да се опитва да повдигне гръцкото население на бунт. В 1867 година заедно с Анастасиос Пихеон и Йоанис Аргиропулос основава Неа Филики Етерия, революционна организация, имаща за цел всеобщо гръцко въстание в Македония. В 1887 година при Пихеоновата афера е арестуван заедно с Пихеон.